# إيفايلو ديميتروف (لاعب كرة قدم مواليد 1989)
إيفايلو ديميتروف هو لاعب كرة قدم بلغاري في مركز الهجوم، ولد في 8 يناير 1989 في صوفيا في بلغاريا. لعب مع فيهرين ساندانسكي ونادي كينغستونيان.